# الرابطة الجزائرية المحترفة الأولى 1998–99
الرابطة الجزائرية المحترفة الأولى 1998–99 هو موسم من الرابطة الجزائرية المحترفة الأولى. فاز فيه نادي مولودية الجزائر.